# PRONTO
PRONTO（プロント）は、1997年製作のアメリカのテレビドラマ。アクション、コメディ、ミステリー、ロマンス。日本未公開。
マイアミビーチを舞台に、ハリー・アーノルド（ピーター・フォーク演）が遭遇する奇妙な人々と事件をコミカルに描く。

## キャスト
- ピーター・フォーク[1]
- グレン・ハーディ (Glenne Headly) [1]
- ジェームズ・レグロス[1]
- セルジオ・カステリット[1]
- ウォルター・オークヴィクツ (Walter Olkewicz)[1]